# Katanagatari
Katanagatari (刀語, literalmente Historia de Katana) es una serie japonesa de novelas ligeras escritas por Nisio Isin e ilustradas por Take. Kodansha publica la serie bajo su sello Kodansha Box. A pesar de ser del mismo autor y utilizar el mismo tipo de títulos, esta historia no pertenece a la Saga Monogatari ni posee alguna relación argumental con ella. 
El 25 de enero de 2010 comenzó a emitirse una adaptación al anime realizada por White Fox con la particularidad de emitir solo un episodio cada mes y que cada uno de los episodios tiene una duración de unos 50 minutos, el doble de un capítulo de animación japonesa habitual. La serie volvió a emitirse en Fuji Tv en su bloque de programación noitaminA en abril de 2013 con nuevas canciones tanto para el inicio como el final.

## Argumento
Katanagatari cuenta la historia de Yasuri Shichika, un espadachín que lucha sin espada, y de Togame, una ambiciosa estratega que quiere reunir las doce espadas legendarias para el shogunato. Yasuri Shichika, hijo de un héroe de guerra exiliado, es el séptimo líder de la escuela de lucha Kyotoryuu (sin espada) y vive en una lejana y solitaria isla con su hermana. A petición de la general Togame en representación del gobierno, Shichika y Togame parten en un viaje a lo largo del Japón del periodo Edo para obtener las doce espadas aberrantes (Deviant Blades en inglés), la obra cumbre del legendario creador de armas Shikizaki Kiki y las últimas de las mil poderosas armas que fabricó a lo largo de su vida que no han sido destruidas o están en poder del shogunato.

## Las espadas aberrantes
El argumento se centra en el proceso de reunir las doce diferentes armas forjadas por Kiki Shikizaki, un solitario fabricante de espadas. Su trabajo con el metal fue muy popular durante la última guerra pero solo doce de sus espadas de entre las muchas que creó fueron fabricadas con el uso de alquimia, hechicería y todo tipo de medios mágicos. Aunque reciben el nombre de "katanas" no todas ellas lo son en sentido estricto: entre ellas se cuentan una armadura, una daga, un autómata y un par de pistolas. La razón de la calificación de "aberrante" (en inglés "deviant") es que las personas que las empuñan tienden a verse afectadas por su "veneno" o corrupción y harán lo que sea para quedarse con ellas, como es el caso de la mayoría de los portadores en ese momento. Cada una de las espadas posee una característica o capacidad específica que las hace más poderosas. Más tarde se descubre que Shikizaki creó las doce espadas con el único objetivo de perfeccionar la que Kiki denominaba la espada aberrante definitiva, el estilo de lucha Kyotōryū de la familia Yasuri, proceso que se ve cumplido durante el viaje de Shichika para recuperarlas. El mismo Shichika las destruye todas en el último episodio.
Kanna (絶刀「鉋」 Zettō Kanna?, Espada absoluta, Plana)
La primera espada recuperada por Shichika y Togame, estaba en posesión de Koumori. La hoja es recta a diferencia de la mayoría de katanas y es la más resistente gracias a que su característica es que nunca se rompe ni se dobla. La empuñadura está decorada con esmero con motivos de flores de ciruelo. Esta espada se basa en gran medida en la Dotanuki real.
Namakura (斬刀「鈍」 Zantō Namakura?, Espada de tajo, Roma)
Espada en poder de Ginkaku. Es la más afilada de todas y su habilidad es atravesarlo todo, en contraste con su irónico nombre que significa "Roma". Se creó para ser desenvainada a altísimas velocidades. La katana tiene un diseño triangular alrededor de la guarda y una vaina negra.
Tsurugi (斬刀「鈍」 Sentō Tsurugi?, Mil espadas, Espada)
Comprende 1000 espadas, las últimas 999 copias de la primera, todas ellas en posesión de Meisai. Aunque hay 1000 espadas todas ellas se consideran una sola. Su capacidad es la de derrotar al enemigo por simple superioridad numérica. Su detalle principal es su vaina roja. Solo Shichika aparte de Meisai era capaz de identificar la espada original.
Hari (薄刀「針」 Hakutō Hari?, Espada fina, Aguja)
Una espada extremadamente delgada en posesión de Hakuhei. Es la más quebradiza de las espadas pues está hecha de cristal, lo que hace que sea muy ligera pero a la vez muy frágil si se usa incorrectamente. La vaina y la empuñadura son blancas con diseños florales.
Yoroi (賊刀「鎧」 Zokutō Yoroi?, Espada bandida, Armadura)
Una enorme armadura en posesión de Kanara. Es la espada más orientada a la defensa y su habilidad es la de proteger al usuario de cualquier daño, especialmente de los ataques punzantes. Está basada en las armaduras de estilo occidental e incluye numerosos hojas en sus bordes si se observa atentamente. La armadura está decorada con muchas referencias al océano, como conchas y un yelmo basado en una ballena.
Kanazuchi (双刀「鎚」 Sōtō Kanazuchi?, Espada gemela, Martillo)
Una gran espada de piedra con aspecto de no tener filo en posesión de Konayuki. La espada es extremadamente pesada y puede dejar un cráter con solo caer y de hecho solo Konayuki puede blandirla adecuadamente. Su capacidad es la de aplastar al enemigo con su peso. También puede sujetarse por la punta y usarse como un martillo, de ahí el "gemela" de su título.
Bita (悪刀「鐚」 Akutō Bita?, Espada malvada, Pobre)
Una pequeña arma amarilla con aspecto de kunai que llega a manos de Nanami. Acumula electricidad en su interior y su diseño es parecido a un rayo. Es la espada más corruptora y su habilidad es rejuvenecer el cuerpo
Kanzashi (微刀「簪」 Bitō Kanzashi?, Espada delicada, Horquilla (para el pelo))
Una muñeca mecánica de cuatro brazos y cuatro piernas que funciona con energía solar y mediante un mecanismo de relojería, lo que hace parecer que actúa por sí sola. Es la espada de aspecto más humano y puede adaptarse a las situaciones que se encuentre. Viste un kimono y zapatos altos negros. Cada uno de sus brazos sostiene una espada y hay una más escondida en su boca. Su aspecto, planteado para parecerse a la amada de su creador, cambia según la situación y se vuelve más amenazador.
Nokogiri (王刀「鋸」 Ōtō Nokogiri?, Espada rey, Sierra)
Una espada de madera, lo que contrasta en buena medida con su título de "Rey de Espadas"; su portadora es Zanki. A diferencia de las otras espadas aberrantes no conduce ninguna clase de "veneno". Es la más pura de todas y su habilidad es curar la corrupción que las otras hayan infligido en sus dueños. Un pequeño símbolo floral y una línea amarillenta en el arma la identifican como Nokogiri.
Hakari (誠刀「銓」 Seitō Hakari?, Espada verdadera, Balanza)
Una espada sin hoja, en posesión de Rinne. La hoja en sí no está diseñada para "cortar" a nadie más que a su dueño. La vaina es negra con diseños florales naranja y una guirnalda de dichas flores rodea la parte superior de la vaina. Es la más fiable de las espadas con la única habilidad de sopesar el corazón de su dueño.
Mekki (毒刀「鍍」 Dokutō Mekki?, Espada venenosa, Dorada)
Una katana serrada y muy afilada decorada con diseños iridiscentes, obtenida por Hōō. La hoja desprende un aura nebulosa y oscura. Esta espada no tenía dueño originalmente dado que fue encontrada en una formación cristalina. Es la más venenosa y su habilidad es corromper completamente a su dueño. La misma espada contiene parte del espíritu de su creador.
Jū (炎刀「銃」 Entō Jū?, Espada llameante, Pistola)
Un par de armas de fuego, una un revólver de seis recámaras y la otra una pistola semiautomática con un cargador de once balas, ambas en posesión de la princesa Hitei y usadas por su portador, Emonzaemon. Cada una está decorada con una larga crin suelta con una cuenta al final. No se conoce el límite (si es que existe) a cuanta munición lleva cada arma dado que Emonzaemon nunca las recarga tras haber disparado decenas de veces.

## Personajes

### Protagonistas
Shichika Yasuri (鑢 七花 Yasuri Shichika?)
Voz de Yoshimasa Hosoya
Séptimo líder de la escuela Kyotōryū de artes marciales con espada japonesas. Shichika creció en una isla solitaria acompañado tan solo por su hermana. Tiene 24 años en el momento en que la estratega Togame lo encuentra y le encomienda la misión de recuperar doce espadas legendarias. Como practicante de la legendaria escuela Kyotōryū no usa espadas en sentido estricto cuando pelea. En vez de eso usa sus manos y piernas como armas; de hecho la familia Yasuri ha sido históricamente incapaz de manejar espadas auténticas. Puesto que Shichika no sabe nada del mundo exterior a menudo se encuentra confundido ante simples costumbres e incluso le es difícil distinguir a unas personas de otras. Esta característica y el hecho de haber sido criado como arma hacen que le cueste expresar emociones aunque reconoce y considera a Togame como su "propietaria" y "portadora" y afirma estar enamorada de ella, lo que le lleva a seguir sus órdenes aunque considere que son confusas. Después de la victoria sobre Hakuhei Sabi y la recuperación de su espada, Shichika hereda el título de espadachín más poderoso de Japón.
Tras la muerte de Togame, Shichika no sigue su última voluntad, seguir con su vida y olvidase por completo de ella; en vez de eso decide morir a manos de Emonzaemon. El dolor que siente le lleva a cumplir su papel como espada aberrante más poderosa y asalta el castillo del Shogun en solitario. A continuación vence a todos los portadores de las espadas debido a que ya no tenía la obligación de conservarlas intactas. En la última batalla, vence y mata a Emonzaemon, pero sale muy herido. Al final de la serie se revela que Shichika sigue vivo y ha hecho suyo el deseo de Togame de crear un mapa completo de Japón.
Togame (とがめ Togame?)
Voz de Yukari Tamura
Una autonombrada estratega que trabaja para el shogunato. Viaja hasta la isla donde vive Shichika con el objetivo de reclutarlo para su misión de encontrar las doce "espadas aberrantes" forjadas por Kiki Shikizaki. Puesto que ya la han traicionado con anterioridad en esta misión insta desde el principio a Shichika a que se enamore de ella pues según su mentalidad el amor supera a cualquier otra tentación que pueda sufrir en su viaje.
Su verdadero nombre es Princesa Yōsha (容赦姫 Yōsha Hime?), hija de Takahito Hida, señor feudal que encabezó la última rebelión y murió a manos de Mutsue Yasuri, el padre de Shichika, el ser testigo de este hecho provocó que su pelo se volviese blanco y que el ojo con que lo atestiguó adquiera una forma similar a una serpiente cuando está tramando algo. Togame posee una voluntad de hierro y gran inteligencia y a veces urde estrategias brutales que sorprenden a Shichika pero también es bastante torpe y no es inmune a los errores de juicio. A pesar de todo Togame es una chica animosa que aún se considera de la nobleza, como demuestra su hábito de vestirse de manera extravagante. También disfruta usando la coletilla ¡Cheerio! ("¡hasta luego!") al golpear a Shichika, producto de su confusión con la expresión chest (pecho) que según el argumento se usa en partes de Japón al golpear a un rival en esa parte del cuerpo. A pesar de que en varias ocasiones le hacen ver su error, ella es recalcitrante en seguir utilizando dicha coletilla, insistiéndole a Shichika que la ayude a convertir esa expresión en un grito de guerra nacional por todo el Japón.
Al final del viaje, por orden de la princesa Hitei, Togame es asesinada por Emonzaemon, al recibir dos disparos de Entō Jū (las armas de fuego ya mencionadas). Todo esto sucede en frente del propio Shichika, sin que este pudiera hacer nada, ya que no lo esperaba y que jamás había visto arma semejante. Mientras yace en su lecho de muerte Togame le dice a Shichika que todas sus acciones estaban motivadas por la venganza, incluso la parte dentro de ella que se enamoró de él y le revela que pretendía matarlo una vez completasen la recolección de espadas y le ordena que se olvide de ella. Con su último aliento dice que es feliz y le pregunta si es correcto que ella lo ame.

### Portadores de las doce espadas aberrantes
Kōmori Maniwa (真庭 蝙蝠 Maniwa Kōmori?)
Voz de Chihiro Suzuki
Miembro del Escuadrón Bestia y uno de los líderes de los Maniwa Corps, un grupo de ninjas interesados en la recuperación de las espadas aberrantes. Es el portador de Kanna, una espada diseñada para no doblarse ni romperse y que guarda dentro de su cuerpo. Es capaz de lanzar kunais por la boca y de transformarse en una copia de cualquier ser. Su nombre, Kōmori, significa murciélago.
Ginkaku Uneri (宇練 銀閣 Uneri Ginkaku?)
Voz de Mitsuru Miyamoto
Un espadachín que vive en un gigantesco desierto en la provincia de Inaba. Es el segundo oponente de Shichika y su arma es Nakamura, una katana que se había convertido en herencia familiar, y no está dispuesto a entregársela a nadie. Su estilo se basa en una técnica de desenvainado llamada Zerosen que mata a su rival de un golpe y su katana le permite ejecutarla a la perfección. Su velocidad al desenvainar es tan alta que Shichika no llega a ver la espada y puede aumentar si usa su propia sangre como lubricante. Su terreno de lucha preferido es la habitación en la que se halla pues puede cubrirla casi por completo con su técnica excepto el punto ciego sobre su cabeza que Shichika aprovecha para derrotarlo.
Meisai Tsuruga (敦賀 迷彩 Tsuruga Meisai?)
Voz de Atsuko Yuya
Líder del santuario de Sanzu ubicado en la provincia de Izumo, es la tercera oponente de Shichika y la portadora de Tsurugi, mil copias exactas de una espada fabricada por Shikizaki. Era la hija de un poderoso maestro de kendo que también era comandante en las fuerzas de defensa de Izumo y que murió junto con todos sus seguidores, tras lo cual heredó la espada de su padre y se convirtió en líder de unos bandidos. Afirma que hace tiempo que olvidó su nombre real y que el actual era el de una sacerdotisa a la que asesinó, tras lo que tomó el suyo como propio y se hizo cargo de las mikos que habían sufrido abusos. Las mikos y dos guardaespaldas usan las mil copias de Tsurugi bajo la creencia de unas supuestas propiedades mágicas de la espada que ayudarán a curar a las chicas de su naturaleza vengativa y violenta, lo que parece haber funcionado en parte. A pesar de su disposición para entregar Tsurugi a Togame se enfrenta a Shichika por el bien de las chicas.
Su estilo de lucha se llama Sentouryū y se centra en el uso de multitud de espadas, algo que Tsurugi proporciona. Antes de morir a manos de Shichika le pide un favor a Togame: protección del shogunato para el santuario y las chicas, a lo que Togame accede.
Hakuhei Sabi (錆 白兵 Sabi Hakuhei?)
Voz de Hikaru Midorikawa
Considerado uno de los espadachines más fuertes de Japón, su espada es Hakutou Hari, una de las doce espadas que le habían encomendado recuperar pero que acabó por quedarse para él mismo. Posteriores comentarios parecen demostrar que era un rival mucho más fuerte que los otros a los que Shichika se había enfrentado aunque su batalla no llega a aparecer en la serie.
Kanara Azekura (校倉 必 Azekura Kanara?)
Voz de Tsuyoshi Koyama
Un enorme pirata que gobierna una pequeña ciudad portuaria en Satsuma. Es el quinto oponente de Shichika y es el portador de Yoroi, una armadura completa que cubre su cuerpo y no deja ver su aspecto con la que vence en desafíos que organiza él mismo. Obtuvo Yoroi de los piratas que lo capturaron como esclavo y le ordenaron limpiarla y la usó tiempo después para volverse contra ellos. Cuando Togame y Shichika llegan a Kyushu, Kanara observa que Togame se parece a su hermana y hace un trato con ella: si se enfrenta a Shichika y vence se convertirá en su esposa. Durante su combate a Shichika le resulta imposible encontrar un punto débil pues Yoroi detiene todos sus ataques pero es derrotado cuando Shichika lo lanza al aire y se estrella contra el suelo, lo que lo convierte en el primer superviviente entre los portadores de las doce espadas.
Konayuki Itezora (凍空 こなゆき Itezora Konayuki?)
Voz de Rina Hidaka
Una niña de 11 años, última superviviente del clan Itezora del monte Odori, en la región de Ezo, una tribu que se caracterizaba por poseer fuerza sobrehumana. Tras encontrarse con Shichika y Togame perdidos y a punto de congelarse y llevarlos a su hogar improvisado, Konayuki les ayuda a encontrar a Kanazuchi y después la blande. La espada es demasiado pesada para Shichika y Konayuki afirma que era propiedad del hijo del alcalde de su pueblo, que fue arrasado y con él su clan por Nanami en su búsqueda de las doce espadas. Además les cuenta que, según lo establecido por su clan, debe combatir en un duelo para entregar a Kanazuchi.
Su aspecto es el de una adorable niña de pelo blanco pero aunque afirma ser la más débil de su aldea tiene una fuerza devastadora. Este aspecto y la nula disposición de Shichika para matarla hacen que se deje llevar pero su fuerza y su ignorancia sobre la lucha hacen que sus acciones sean imprevisibles para Shichika por lo que consigue romperle un brazo y la convierte en la única oponente en vencerlo. Mientras Shichika se recupera Togame concluye que no existe esa tradición y la niña solo desea retenerlos un tiempo producto de su soledad. Mientras, Konayuki lucha contra Kyōken Maniwa, que la posee y usa su cuerpo para luchar contra los protagonistas, pero Shichika es capaz de matar al espíritu en vez de a la niña que avergonzada se disculpa por mentir sobre la necesidad de un duelo, les entrega el arma y Togame la traslada al santuario de Sanzu para que no viva en soledad.
Nanami Yasuri (鑢 七実 Yasuri Nanami?)
Voz de Mai Nakahara
Hermana mayor de Shichika. Normalmente tiene un aspecto débil y una actitud amable pero se transforma durante los combates en un rival aterrador y amenazante. Aunque no aprendió el estilo de lucha familiar posee agudos sentidos, reflejos muy rápidos y la habilidad de anticiparse al rival, producto de la observación de su hermano a lo largo de los años mientras entrenaba, como demuestra cuando usa el estilo sin espada contra tres ninjas. Su principal habilidad es la capacidad de aprender cualquier técnica de lucha con solo observarla una vez y convertirse en maestra de su uso al realizarla por segunda ocasión. También es capaz de recuperarse de forma antinatural de heridas de gravedad y de intoxicaciones. Aunque su hermano abandona la isla con Togame Nanami acaba por seguirlos.
Durante sus viajes aniquila al clan Itezora pero no se queda con Kanazuchi por no serle de utilidad; en cambio consigue hacerse con Bita tras matar a los habitantes de Shireizan. Se comprueba más adelante que la katana está clavada en su pecho lo que le permite superar su debilidad física, pues esa es la habilidad del arma. En su enfrentamiento final con su hermano le pide que acabe con ella para así poder morir con normalidad, algo imposible para ella debido a su antinatural resistencia.
Biyorigō (日和号 Biyorigō?)
Voz de Aya Endo
Es el nombre que recibe la katana Kanzashi que lucha contra Shichika como octava oponente. Puede hacerlo por sí misma dado que es un autómata con aspecto de muñeca con habilidades de combate. Se encuentra en un lago abandonado donde ataca a todo lo que le parece una amenaza gracias a su rapidez extrema, su flexibilidad y las múltiples cuchillas con que está dotada.
A lo largo del episodio Togame intenta estudiar su comportamiento mientras vagabundea por la zona desecada del lago pero sus rápidas reacciones le permiten esquivar las trampas obligándolos a abandonar esta táctica. Shichika pasa entonces al ataque pero resulta poco efectivo cuando responde con patrones de ataque y defensa muy inusuales. En un último ataque la muñeca intenta acabar con ellos desde el aire pero Togame había previsto con antelación que la falta de luz solar la obligaría a desconectarse en algún momento lo que termina con el combate.
Zanki Kiguchi (汽口 慚愧 Kiguchi Zanki?)
Voz de Shizuka Itō
Una chica de pelo negro con un distintivo mechón en el lado izquierdo de su cara que recuerda a la hoja de una katana, dirigente de un dojo. Es una persona serena, formal y una experta jugadora de shogi. Su arma es Nokogiri, una espada de madera conocida como la Espada Rey. La primera vez que combate por el control de Nokogiri Shichika pierde sin llegar a enfrentarla realmente ya que ella solo reconocería un enfrentamiento con espadas como un duelo real, por lo que posteriormente intenta entrenarlo en kendo, una actividad para la que no tiene ninguna habilidad debido a su herencia familiar. Mientras entrenan, Togame los encuentra en una serie de situaciones y malentendidos que según se suceden ella pasa a considerar como el progreso de algo íntimo. Hacia el final del entrenamiento Shichika sigue sin poder luchar con una espada pero en el duelo por la espada Togame la sorprende y supera al recitar movimientos de shogi que la distraen lo suficiente para que Shichika le aseste un golpe. Al final entrega a Nokogiri y admite su derrota además de revelar un lado más femenino de su personalidad antes de la despedida.
Rinne Higaki (彼我木 輪廻 Higaki Rinne?)
Voz de Miyako Itō
Un santo con aspecto juvenil y andrógino de largo pelo negro verdoso. En realidad involuntariamente su aspecto y actitud reaccionan a aquellos que lo ven y se asemeja a la de aquellos que estos no desean recordar. Su aspecto actual tiene su origen en Shichika y es una combinación de quienes él lamenta haber perdido mientras que su personalidad procede de los recuerdos de Togame. Rinne tiene más de 300 años de edad y fue amigo de Kiki Shikizaki, quien le entregó a Hakari, pero temiendo que la naturaleza ponzoñosa de la espada le afectase la enterró. Disfruta atormentar a sus visitantes mediante ilusiones con las que los fuerza a aprender más sobre ellos mismos hasta que están preparados para obtener a Hakari.
Hōō Maniwa (真庭 鳳凰 Maniwa Hōō?)
Voz de Ryōtarō Okiayu
El considerado líder de los Maniwa Ninja Corps y el líder de su Escuadrón Ave. Como sugiere su nombre (Hōō) lleva un uniforme que recuerda a un fénix. Tiene la habilidad de cortar y decapitar a cualquiera con un simple tajo de su brazo (danzaien) y usa esta habilidad para cortarse su propio brazo izquierdo y sellar así una alianza con Togame aunque lo recupera poco después. Encontró la espada Mekki en una cueva y se la quedó. Hacia el final de la serie el espíritu de Kiki Shikizaki lo posee apareciendo este como el verdadero oponente de Shichika.
Emonzaemon Sōda (左右田 右衛門左衛門 Sōda Emonzaemon?)
Voz de Rikiya Koyama
Leal seguidor de la princesa Hitei y su informador sobre el progreso de Togame. Es una persona reservada que apenas muestra emoción alguna y que está siempre presente en los jactanciosos discursos de la princesa. Lleva una melena pelirroja atada en una coleta, un traje que recuerda a un esmoquin y se cubre la cara con una máscara que le entregó la princesa y que lleva escrito el kanji para "a plena vista". En otra época fue un ninja en los Aoi Corps, un grupo eliminado por los Maniwa 170 años antes durante el periodo Sengoku y del que solo algunos de los miembros de los Maniwa recuerda algo. Es el portador de Jū, un par de pistolas. Al final mata a Togame y lucha contra Shichika, que desea morir a manos del mismo que la mató a ella. Shichika acaba con él y con su último aliento le pide a la princesa que lo perdone por morir sin su permiso.

### Representantes de los Maniwa Ninja Corps
Un clan ninja que también va tras las espadas aberrantes; el nombre de cada miembro es el de un animal, que también se ve reflejado en su atuendo. El clan está dividido en cuatro grupos diferentes basados en el hábitat de los animales de su nombre: Escuadrón Ave, Escuadrón Bestia, Escuadrón Pez y Escuadrón Insecto.
Shirasagi Maniwa (真庭 白鷺 Maniwa Shirasagi?)
Voz de Wataru Hatano
Miembro del Escuadrón Ave. No se sabe mucho de él excepto lo que otros han mencionado. Habla al revés y su uniforme recuerda a una garza blanca. Ginkaku lo mata antes que pueda hacer algo.
- Apodo: Shirasagi Habla-Al-Revés (逆さ喋りの白鷺 Sakasashaberi no Shirasagi?)

Kuizame Maniwa (真庭 喰鮫 Maniwa Kuizame?)
Voz de Tomohiro Tsuboi
Miembro del Escuadrón Pez. Usa un par de cadenas con una espada enganchada a cada una. Tras escuchar una conversación en la que Meisai le pregunta a Shichika por qué lucha, Kuizame admite con orgullo que él lo hace por dinero y nada más. Meisai lo mata después de conseguir superar sus técnicas.
- Apodo: Kuizame Atado-Con-Cadenas (鎖縛の喰鮫 Sabaku no Kuizame?)

Kamakiri Maniwa (真庭 蟷螂 Maniwa Kamakiri?)
Voz de Makoto Yasumura
Líder del Escuadrón Insecto. Es un guerrero experimentado que viste un uniforme parecido a una mantis. Él y el resto de su escuadrón viajan a la isla de la familia Yasuri para secuestrar a Nanami y averiguar qué le ocurrió a Kōmori. Es el primero que ataca a Nanami para usarla como rehén a la hora de negociar pero es derrotado con rapidez. A continuación Nanami lo mata con sus propias uñas extremadamente largas tras habérselas arrancado de los dedos y clavarsélas a través de la boca tras negarse a darle información sobre sus camaradas.
- Apodo: Kamakiri Decapitador (首狩りの蟷螂 Kubikari no Kamakiri?)

Chōchō Maniwa (真庭 蝶々 Maniwa Chōchō?)
Voz de Daisuke Sakaguchi
Miembro del Escuadrón Insecto. Su uniforme recuerda a una mariposa. Es el segundo en luchar contra Nanami y usa su Ninpō para intentar conseguir ventaja pero Nanami lo copia, usa el suyo y el Kamakiri contra él, lo clava contra el suelo y le rompe el cuello.
- Apodo: Chōchō Sin-Peso (無重の蝶々 Mujū no Chōchō?)
- Ninpō: Ashigaru. Esta técnica permite que el cuerpo de Chōchō se vuelva ingrávido lo que aumenta su velocidad y hace que sea casi imposible golpearlo. También la utiliza para patinar sobre el agua aunque tenga que cargar con sus camaradas sobre sus hombros.

Mitsubachi Maniwa (真庭 蜜蜂 Maniwa Mitsubachi?)
Voz de Hiroaki Miura
Miembro del Escuadrón Insecto. Usa un uniforme que recuerda a una abeja y es el único del escuadrón que usa armas artificiales. Tras observar como Nanami mata a Chōchō, Mitsubachi es la tercera persona que lucha contra Nanami, a la que ataca con su Ninpō para debilitarla. Al final Nanami usa su propia técnica contra él después que Mitsubachi descubre que ella era capaz de resistir el veneno de los abrojos y que podía usar las técnicas de sus compañeros para arrancárselos. Al final le pide a Nanami que lo mate con su propia espada para evitar la vergüenza de morir envenenado y que lo entierre junto a sus compañeros, peticiones que Nanami cumple.
- Apodo: Mitsubachi Espina (棘々の蜜蜂 Togetoge no Mitsubachi?)
- Ninpō: Makibishi Shidan. Esta técnica consiste en lanzar pequeños abrojos con ganchos para que sea imposible extraerlos y que además están envenenados para inmovilizar al enemigo.

Kyōken Maniwa (真庭 狂犬 Maniwa Kyōken?)
Voz de Michiko Neya
Miembro del Escuadrón Bestia. Está resentida con Togame pues la culpa de las muertes de sus compañeros ninja. Lleva un uniforme que recuerda a un perro salvaje. Hōō revela que la actual Kyōken es en realidad el espíritu de la primera Kyōken Maniwa que murió hace mucho tiempo, en la actualidad su forma real es una serie de líneas tatuadas en la piel del anfitrión escogido para ser su huésped y que se transfieren cuando desea cambiar a otro nuevo. Al principio Konayuki la derrota pero más tarde la vence, lee sus recuerdos y usa su cuerpo para luchar con Shichika y Togame, mientras afirma haber usado más de 2000 huéspedes a lo largo de su vida y haber acumulado una gran experiencia en combate. Sin embargo Shichika la derrota sin esfuerzo; Kyōken comprende que entre mayor sea la experiencia en combate de su oponente, se vuelve más predecible para el joven, en oposición a la inexperiencia de Konayuki que la hacía impredecible mientras peleaba. Finalmente Shichika, quien no deseaba lastimar a Konayuki, la mata usando un ataque que solo destruye una delgada capa superficial de la piel, acabando así con los tatuajes de Kyōken.
- Apodo: Kyōken Infestadora (伝染の狂犬 Densen no Kyōken?)
- Ninpō: Kyōken Hatsudou. Esta técnica, tan confidencial que ni siquiera el líder del Escuadrón Bestia, Kawaso, la conocía, permite a Kyōken tomar control y acceder a los recuerdos de cualquier anfitrión. Hōō desvela que el nuevo anfitrión debe ser de sexo femenino.

Kawauso Maniwa (真庭 川獺 Maniwa Kawauso?)
Voz de Michiko Neya
Líder del Escuadrón Bestia. Es inestimable para los Maniwa dado que es capaz de determinar la ubicación de las espadas aberrantes. Lleva un uniforme que recuerda a una nutria. Acepta morir voluntariamente a manos de Hōō para mantener la alianza entre los Maniwa y Togame.
- Apodo: Kawauso Lector (読み調べの川獺 Yomishirabe no Kawauso?)
- Ninpō: Kiroku Tadori. Esta técnica es un tipo de psicometría que permite a Kawauso leer el pasado de casi cualquier objeto inanimado. Admite, sin embargo, que a pesar de sus habilidades no es capaz de acceder a los recuerdos de las personas debido a su timidez.

Umigame Maniwa (真庭 海亀 Maniwa Umigame?)
Voz de Toshihiko Seki
Líder del Escuadrón Pez. Lleva un uniforme que recuerda a una tortuga y utiliza un estoque. Muere en combate contra Emonzaemon.
- Apodo: Umigame Longevidad (長寿の海亀 Chōju no Umigame?)

Oshidori Maniwa (真庭 鴛鴦 Maniwa Oshidori?)
Voz de Kaori Yamagata
Miembro del Escuadrón Ave. Lleva un uniforme que recuerda a un pato. Lucha contra Emonzaemon para permitir que su líder y Pengin huyan mientras tanto, su técnica resulta ser un problema para él pues no puede pillarla desprevenida desde ningún ángulo. A pesar de ello muere de un disparo de Jū, en posesión de Emonzaemon en ese momento.
- Apodo: Oshidori Rebobinadora (巻戻しの鴛鴦 Makimodoshi no Oshidori?)
- Ninpō: Eigobun. Esta técnica consiste en oscilar sus látigos con libertad y ejercer un control total sobre ellos, permitiéndole usarlos ofensiva o defensivamente.

Pengin Maniwa (真庭 人鳥 Maniwa Pengi?)
Voz de Ryō Hirohashi
Miembro del Escuadrón Pez. Es el informador del grupo y su miembro más joven, lleva un uniforme que recuerda a un pingüino. Es muy tímido y tartamudea al intervenir en las conversaciones. Se enfrenta a Emonzaemon, mientras persigue a Shichika y Togame, con un arma en forma de esfera que rebota sin cesar incrementando progresivamente su velocidad y daño, confiando que su Ruina del destino evitará que lo impacte a él, lo mismo que las balas de su enemigo. Sin embargo Emonzaemon lo mata disparando una ráfaga de balas tan intensa que cubre toda la habitación, haciendo estadísticamente imposible para Pengin salvarse de todas las trayectorias.
- Apodo: Pengin Propagador (増殖の人鳥 Zōshoku no Pengin?)
- Ninpō: Ruina del destino. Aumenta la "suerte" del usuario, hasta el extremo de desafiar la lógica, en batalla significa que los ataques dirigidos a él fallaran en acertar. El defecto de su técnica es que no elimina la posibilidades en su contra, solo las reduce al mínimo.

### Portadores del Shogunato Yanari
Un grupo de once guerreros bajo mando directo del Shogún Yanari que se unieron a Emonzaemon para desafiar a Shichika e impedirle llegar hasta el Shogún, cada uno armado con una de las doce espadas aberrantes.
Hannyamaru (般若丸 Hannyamaru?)
Voz de Shōgo Matsui
El primer guerrero con el que se encuentra Shichika. Sus ojos tienen pupilas extrañamente angulares, lleva unas mangas muy amplias y una máscara que representa una boca de oni. Es el portador de Zettō Kanna. Al enfrentar a Shichika se sintió seguro por tener una espada indestructible, pero tarde descubre que el joven siempre tuvo el poder de destruir esta arma con sus manos, pero no lo hizo anteriormente ya que sus órdenes eran recuperarlas sin daño, por lo que tras romperla Shichika lo mata de un golpe.
Furachi Oniyadori (鬼宿 不埒 Oniyadori Furachi?)
Voz de Hirokazu Miyahara
Un hombre calvo con tatuajes triangulares en sus mejillas, viste como un monje y mantiene sus manos en posición de oración. Es el portador de Zantō Namakura. Confiaba en poder matar a Shichika ya que este no había podido leer los movimientos de Ginkaku, para su desgracia no es un oponente peligroso ya que, según le explica Shichika antes de destruir la katana y matarlo, su estilo es mediocre y no esta a la altura de Ginkaku.
Akatsuki Tomoe (巴 暁 Tomoe Akatsuki?)
Voz de Miwako Suguro
El tercer portador es una chica de pelo negro recogido en una coleta que lleva un parche en un ojo. Clavó todas las espadas Sentō Tsurugi en el suelo de la habitación llenándola por completo. Sin embargo Shichika la derrota usando la misma técnica que había usado contra Tsuruga Meisai, según explica, esto fue posible ya que a diferencia de Tsuruga, que las usaba al aire libre, Tomoe las colocó en una habitación cerrada restringiendo sus propios movimientos.
Matsuaki Fugi (浮義 待秋 Fugi Matsuaki?)
Voz de Kenzi Takahashi
Un hombre de largo pelo blanco y grandes ojos rojos, era rival de Hakuhei Sabi pero nunca logró superarlo. Empuña Hakutō Hari pero es derrotado debido al defecto de la hoja de cristal de la espada: se rompe con facilidad cuando no se blande en un arco perfecto.
Kairo Iga (伊賀 甲斐路 Iga Kairo?)
Voz de Hiroo Sasaki
Antiguo ninja del mismo grupo que Emonzaemon. Usó un ninjutsu de musculatura para poder usar Zokutō Yoroi pero Shichika lo derrotó al levantarlo del suelo con un golpe y golpearlo de nuevo en el aire para destruirlo a él y la armadura.
Bōfura Maniwa (真庭 孑々 Maniwa Bōfura?)
Voz de Takuya Eguchi
Sus antepasados abandonaron a los Maniwa 200 años antes. Usa una variante de Ashigaru que le permite anular el peso de Kanazuchi y así puede hacerla girar con un dedo. Sin embargo esto elimina la naturaleza más básica del poder destructivo de la Kanazuchi y la vuelve inofensiva, permitiendo que Shichika bloquee sus golpes con facilidad. Tras romper la ahora ligera espada y matarlo Shichika lo declara el Maniwa más débil que haya existido.
Uron (胡乱 Uron?)
Voz de Taira Kikumoto
Un hombre que lleva unas gafas de estilo occidental. Afirma haberse vuelto inmortal gracias a la Akutō Bita, ya que al no tener un cuerpo enfermo como Nanami los efectos de la cuchilla son cientos de veces más potentes que en ella, esto básicamente lo hace capaz de resucitar en el mismo instante que muere y asegura, gracias a su buena salud y la energía del arma, poder revivir 271 veces en cinco segundos. Shichika lo vence con facilidad al golpearlo 272 veces en cinco segundos, matándolo con cada uno de esos ataques al punto que la Bita se descargó y acabó muriendo.
Ō Haiga (灰賀 欧 Haiga Ō?)
Voz de Yūko Gibu
Una mujer alta de largo cabello negro verdoso, usa una garra como arma. Afirma que es capaz de desatar todo el poder de Biyorigō pero Shichika acaba con ambas en un solo movimiento. Según le explica a la ahora agonizante mujer, Kanzashi era lo suficientemente poderosa para ponerlo en peligro, pero como Haiga la obligó a pelear haciendo equipo junto a ella, el autómata no desplegó todo su poder ya que debía bajar su ritmo para moverse al mismo nivel que su usuaria.
Kokubo Sumigaoka (墨ヶ丘 黒母 Sumigaoka Kokubo?)
Voz de Masato Kokubun
Un hombre de expresión severa más conocido como El Salvaje de Owari. Empuña Outō Nokogiri y gracias al poder de esta en cuanto la sujeta su naturaleza se vuelve noble y justa, por lo que le da la opción a Shichika de retirarse sin pelear explicándole el sinsentido de la guerra pero no logra convencerlo y este lo mata y rompe la espada de un solo golpe.
Kōsha Saraba (皿場 工舎 Saraba Kōsha?)
Voz de Saori Hayami
Una muchachita de aspecto depresivo que admite que su espada, Seitō Hakari, es inútil. Shichika le sugiere que se la arroje para intentar golpearlo, él la bloquea y al devolver el golpe rompe el arma contra el rostro de la niña, la deja fuera de combate convirtiéndola en el único portador que sobrevive al ataque.
Bangai Rogiri (呂桐 番外 Rogiri Bangai?)
Voz de Hayato Nakata
Undécimo portador. Un hombre que perdió cualquier noción de sí mismo y se vio consumido por el veneno de Mekki. Es un hombre fornido de largo cabello rojo recogido en una coleta y de piel grisácea. Al momento en que Shichika llega al lugar donde lo espera ya es solo un animal salvaje y sin mente por lo que muere rápidamente al carecer de habilidad para pensar y combatir estratégicamente.
Emonzaemon Sōda (左右田 右衛門左衛門 Sōda Emonzaemon?)
Voz de Rikiya Koyama
Duodécimo portador. Asignado como guardián en la antesala de la habitación del Shogun por orden de Hitei, el único de los doce portadores del shogunato a quien Shichika debe tomarse realmente en serio. Shichika llega donde él tras matar al resto de los portadores, pero su deseo es simplemente morir para estar con Togame. Aun así la batalla entre ambos es inhumana y da ventaja al ninja quien confía en que Shichika no puede acercarse a golpearlo por la gran cantidad de balas que dispara, para su mala suerte Shichika no se molesta en esquivar los disparos y mientras es acribillado ataca al ninja, destruye sus armas y toma su vida.

### Otros personajes
Takahito Hida (飛弾 鷹比等 Hida Takahito?)
El líder de la última rebelión y difunto padre de Togame. Fue asesinado enfrente de la joven Togame por Mutsue dentro del Castillo Hida, lo que hizo que el pelo de Togame se volviese blanco y que decidiese reunir las espadas aberrantes. En algún momento logró descubrir el plan de Kiki Shikizaki de alterar la historia y pasó el resto de su vida intentando restaurarla, lo que condujo a la rebelión. Al final, sin embargo, sus esfuerzos fallaron, lo que condujo a su muerte. Sus últimas palabras hacia Togame fueron para expresar lo mucho que la quería.
Mutsue Yasuri (鑢 六枝 Yasuri Mutsue?)
Sexto dirigente de la escuela de Kioto de artes marciales japonesas con espada, era el padre de Shichika y Nanami y la persona a la que en principio buscaba Togame para su misión de encontrar las espadas aberrantes. Tras matar a Takahito, Mutsue y su familia fueron exiliados a una isla deshabitada en el territorio de Tamba. Se descubre más adelante que intentó contener el poder de Nanami y le negó la sucesión del arte de Kioto a pesar de su disposición para ello, no por su sexo o su debilidad, sino porque se consideraba incapaz de criar a un individuo tan poderoso. Tras entrenar a Shichika en el arte de Kioto para convertirlo en su sucesor, Mutsue le pidió a Shichika que lo matase, a lo que este accedió.
Kiki Shikizaki (四季崎 記紀 Shikizaki Kiki?)
Maestro fabricante de espadas y adivino del periodo Sengoku de carácter solitario y sin afiliación a ningún noble ni país. Diversos personajes de la serie reconocen la fama de sus obras, tenidas en tan alta estima que mil de sus espadas se distribuyeron en 25 países y se consideraba que el país con más de sus armas en su poder era el dominador del momento. De esas mil espadas, las primeras 988 fueron una práctica para las últimas doce: las espadas aberrantes, fabricadas mediante el uso de la alquimia y el ocultismo e inspiradas por su habilidad para vislumbrar el futuro, lo que usó para concebir los métodos para crear sus últimas creaciones. También fue amigo del antepasado de Shichika, Kazune Yasuri, y le ayudó a establecer el estilo Kyotōryū.
En el episodio 11 del anime se revela que las verdaderas intenciones de Shikizaki al crear las 12 espadas aberrantes y el Kyotōryū eran falsificar y manipular la historia, por lo que todos los eventos ocurren en una línea de tiempo paralela donde los eventos importantes del país tuvieron otro desenlace y condujeron el futuro en otra dirección. También se descubre que lo hace por el bien de Japón, pues uno de sus ancestros tuvo una visión en la que el país caería a manos de extranjeros en los siglos posteriores. También afirma que el propósito final de las espadas aberrantes era ayudar a Shichika a perfeccionar el estilo Kyotōryū y convertirlo así en la espada aberrante definitiva.
Princesa Hitei (否定姫  Hitei Hime?)
Voz de Haruka Tomatsu
Una princesa residente en Owari que ha recuperado su poder recientemente. Es una hermosa dama de larga melena rubia y ojos azul verdoso. Tiene a su servicio al shinobi Emonzaemon, a quien menosprecia y humilla aunque a él parezca no importarle. A lo largo de la serie se muestra como conspira contra Togame, que tiene el arma Jū en su poder y que es descendiente de Kiki Shikazaki, aunque no queda claro si intenta evitar o completar sus planes. Hacia el final de la serie se observa que en realidad no odia a Togame pero la encuentra desagradable. Al final de la serie aparece con el pelo mucho más corto y toma la decisión de seguir a Shichika y apoyarlo económicamente mientras viaja por Japón.